# Жак Фреско
Жак Фреско́ (англ. Jacque Fresco; 13 березня 1916, Нью-Йорк, США — 18 травня 2017, Сібрінг, Флорида) — виробничий інженер, промисловий дизайнер, соціальний інженер і футуролог, який проживав у Флориді. Здобув всесвітню популярність завдяки фільму «Дух часу: Додаток». Засновник Проєкту Венера.
Основні теми його лекцій: холістичний дизайн, пасивний будинок, міста зі стійким розвитком, економіка, заснована на ефективному використанні природних ресурсів («ресурсо-орієнтована економіка»), загальна автоматизація.

## Життєпис

### Дитинство
Жак Фреско народився 13 березня 1916 року в Брукліні — районі Нью-Йорка, в родині єврейських емігрантів з Туреччини, сефардів . Його дитинство пройшло на вулицях рідного міста. Фреско навчався в місцевій загальноосвітній школі. За словами самого Жака, вже з малого віку він почав розуміти необхідність мислити глобально — багато в чому на це вплинув його дід. На одному зі шкільних занять Жак відмовився давати традиційну клятву вірності прапору США, пояснивши свою поведінку тим, що багато досягнень були зроблені представниками різних народів. Тому він вважав за краще б дати клятву вірності планеті Земля і всьому живому, а не прапору конкретної країни . В результаті директор дозволив Жаку займатися самостійно за умови, що він буде щотижня звітувати йому про те, що дізнався. Приблизно через два роки директор школи помер, і Жак був позбавлений своїх привілеїв. Тоді, у дванадцять років, він покинув школу . У цей час Жак почав цікавитися літаками, прагнув зрозуміти принцип їхнього руху. У віці чотирнадцяти років, під час Великої депресії, Фреско пішов з дому, подорожуючи автостопом .
Як розповідав сам Фреско, в 1931 році він відвідав зустріч з Альбертом Ейнштейном, що запам'ятав на все життя . У віці вісімнадцяти років, в 1934 році, Жак почав займатися конструюванням .

### Молоді роки
Жак деякий час працював у соціальному центрі надання допомоги наркоманам, алкоголікам і важким підліткам. Однак дуже швидко він усвідомив, що його робота позбавлена сенсу в довгостроковій перспективі. Поки ти займаєшся однією людиною, що потрапила в біду, система породжує тисячі нових. Тоді Жак вирішив, що необхідно займатися пошуком і усуненням реальних причин виникнення проблеми, а не марно боротися з її наслідками.
У пошуках рішень і відповідей на свої питання, Жак Фреско вирушив на Південно-Тихоокеанські острови Туамоту, де спілкувався з аборигенами — носіями незайманих традицій суспільства.
|  | Найважливішим для мене стало те, як ці люди розподіляли між собою ресурси — це у буквальному сенсі відкрило мені очі. Саме тоді я усвідомив, наскільки катастрофічними є наслідки дефіциту і як сильно це впливає на поведінку людей і на формування їхніх цінностей. На острові, після ловлі риби, тубільці просто ходили та роздавали її всім в окрузі. Риби було так багато, що її було вдосталь для всіх і навіть більше. Проблеми починаються тоді, коли з тих чи інших причин немає можливості прогодувати все плем'я. У цьому випадку людська поведінка сильно змінюється: вони починають ховати їжу, красти і навіть битися. |

Велика депресія
Події Великої депресії сильно потрясли тринадцятирічного Фреско. Мільйони людей голодували і ледь тягнули жалюгідне існування, у той час, як всі заводи і фабрики стояли на своїх місцях, було достатньо сировини та матеріалів. Проте у людей не було грошей, і все суспільство зупинилось паралізоване. Наслідком роздумів Фреско над усім цим виявились розробки та ідеї, викладені у Проєкті Венера.
|  | Протягом усього часу основною мотивацією, яка спонукала мене робити те, що я робив, було споглядання нескінченних війн, кризи, марні людські страждання, злидні, корупційність і повна байдужість влади до проблем людей. Серйозними стимулами для мене завжди були і залишаються некомпетентність урядів і практично повна відсутність пропозицій з боку наукових кіл. На жаль, більшість людей не бачить загальної картини: вузька спеціалізація в окремих науках та дисциплінах заважають універсальному розумінню навколишньої дійсності. Науковці та політики дивляться на проблеми, що виникають, зсередини тієї системи, в якій вони перебувають, в той час як саме ця система і є основною причиною цих проблем у першу чергу. Я дуже розчарований тими, хто так посилено працює над проблемами терраформування інших планет, коли на нашій рідній Землі до цього часу — війни, злидні та ігнорування турбот про довкілля. |

### Кар'єра

#### Авіаційна промисловість
За словами самого Фреско, він почав працювати в компанії Douglas Aircraft у 1939 році, представивши альтернативні розробки літаючих крил, літаків у формі диска, створених ним на початку 1930-х років, незамерзаючого електростатичного обладнання для авіаційних крил, нових типів коліс для збереження гуми за допомогою мінімізації зносу при посадці, а також сотень інших аеродинамічних систем, серед яких були варіанти систем безпеки літака. Деякі з його креслень свого часу були відхилені як непрактичні .
У 1942 році Жак Фреско служив в армії США. Він займався технічним проєктуванням у відділі розробок на авіабазі поблизу поля Уїлбура Райта в Огайо. Однією з спроєктованих їм моделей було «радикальне крило змінного прогину», за допомогою якого пілот був здатний регулювати товщину крила під час набору висоти і подальшого польоту . Розробка була запатентована і використовувалася у військово-повітряних силах США. Незважаючи на успіх, Фреско був звільнений зі служби через проблеми з дисципліною.
Великий вплив на ідеї Жака Фреско мав «Мангеттенський проєкт». Він вважав, що сили і ресурси, витрачені на створення зброї масового ураження, можна було направити на поліпшення якості життя і досягнення оптимальної симбіотичного зв'язку людини з природою .

#### Проєкт «Трендовий будинок»
Фреско співпрацював з Ерлом Мюнц на проєктуванні житла малої вартості. Спільно з Гаррі Джіаретта і Елі катранах був створений дизайн, який влітку 1948 року втілився в проєктний будинок, побудований переважно з алюмінію і скла . «Трендовий будинок» (англ. Trend Home) три місяці демонстрували всім охочим в одному з відділень студії Warner Bros. в Голлівуді . Виручка від показу пішла на фінансування «Товариства запобігання раковим захворюванням» (англ. Cancer Prevention Society). «Трендовий дому» було потрібно федеральне грошове забезпечення, але запит на підтримку проєкту було відхилено.

#### Наукові дослідні лабораторії
В кінці 1940-х років Жак Фреско став директором створених ним в Лос-Анджелесі Наукових дослідних лабораторій (англ. Scientific Research Laboratories). Тут він проводив лекції, викладав технічне проєктування, досліджував, винаходив і був науковим консультантом . 1955 року через фінансові труднощі Фреско покинув Каліфорнію після того, як його лабораторія була знесена для побудови автомагістралі I-5 .

### Середній вік
У 1950-х роках Жак Фреско переселився в Маямі, Флориду. Він зайнявся психологічним консультуванням. Не маючи університетської підготовки в цій галузі та отримавши негативні відгуки від «Американської психологічної асоціації», Фреско перестав займатися цією справою. В цей же час Жак спеціально вступав в націоналістичні організації, щоб перевірити можливість зміни переконань і поведінки людей. За його словами, він вступив в локальний ку-клукс-клан і централізовану організацію White Citizens 'Council з метою змінити погляди членів цих спільнот на проблему расової дискримінації .
У Маямі Фреско запропонував проєкт циркулярного міста, ідею якого підказало йому зубчасте колесо. Він також працював як промисловий дизайнер в компаніях Alcoa і Major Realty. Такий будинок, що складався здебільшого з збірних компонентів з алюмінію, продавався за 2950 доларів (або за 7500, але з усією внутрішньою начинкою). В цей час Фреско фінансував свої проєкти за рахунок власної корпорації Jacque Fresco Enterprises, що займається дизайном збірних алюмінієвих конструкцій.
З 1955 по 1965 роки Жак Фреско називав свої соціальні ідеї «Проєкт Американа» (англ. Project Americana).

### «Погляд у майбутнє»

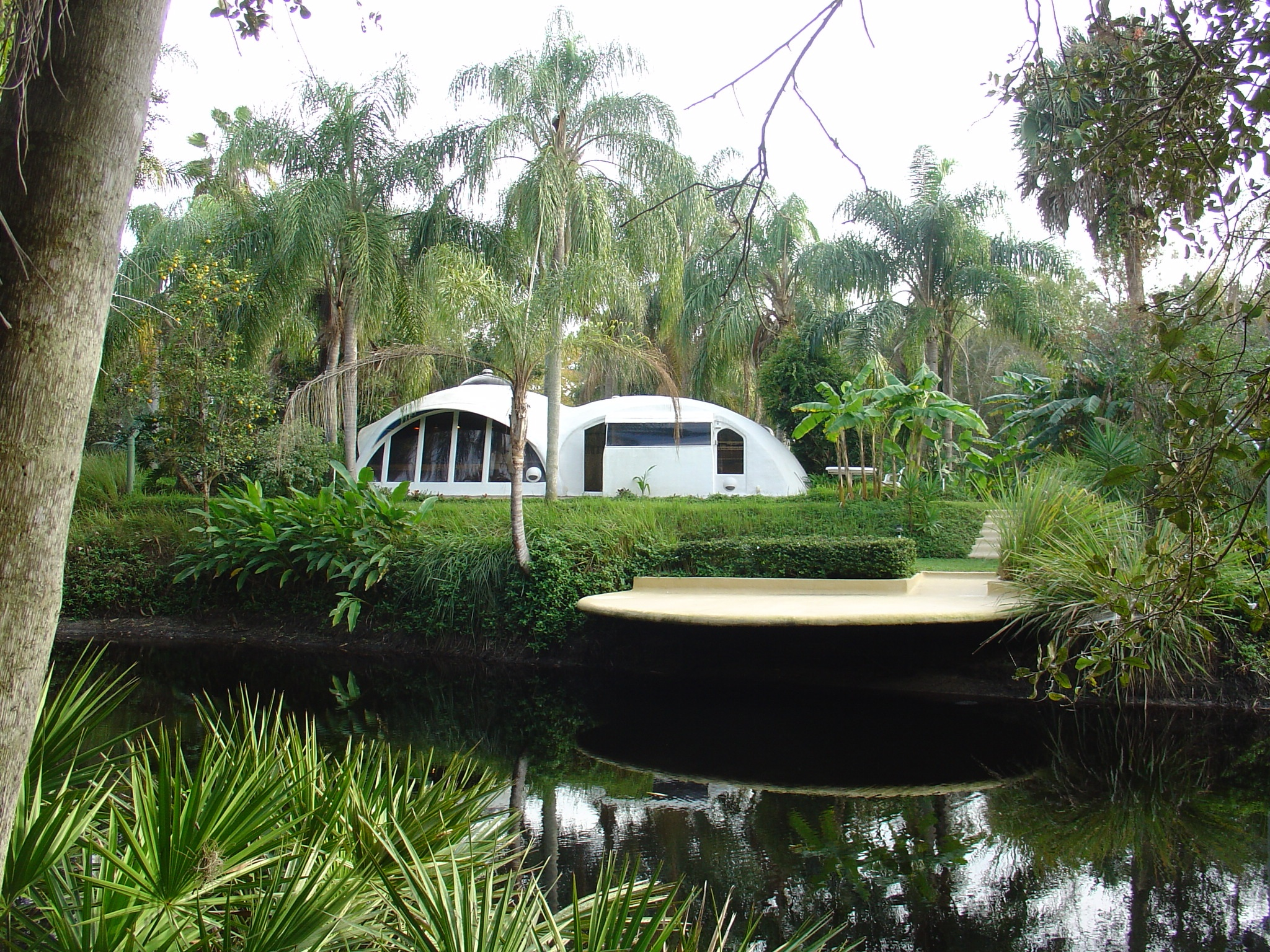
Дослідницький центр «Проєкту Венера»

Книга «Погляд у майбутнє» (англ. Looking Forward) вийшла 1969 року. Кеннет С. Кіз мл. став співавтором книги спільно з Жаком Фреско. У цій книзі автори описують кібернетичне співтовариство, в якому відпадає необхідність у роботі і робочих професіях, а у членів самого співтовариства з'являються зовсім інші орієнтири .

#### Соціокібернетика
Жак Фреско утворив корпорацію «Соціокібернетика», що налічувала 250 членів. Він читав лекції в містах Маямі-Біч та Корал-Гейблз. Фреско рекламував свою організацію в університетах, на радіо й по телебаченню. «Соціокібернетика» згодом була розформована, була придбана земельна ділянка в іншому місці — в місті Вінус у Флориді. Жак побудував тут свій будинок і дослідницький центр.
Корпорація «Соціокібернетика» стала згодом передвісником організації «Проєкт Венера».

### Проєкт Венера та подальша кар'єра
Роксана Медоуз надавала допомогу Жаку Фреско з 1976 року. Як партнер і адміністраторка вона контролювала значну частину менеджменту «Проєкту Венера». 1994 року Жак Фреско заснував некомерційну міжнародну неурядову організацію «Проєкт Венера». Основною метою «Проєкту Венера» стало створення суспільного устрою на базі ресурсо-орієнтованої економічної моделі, заснованої на широкому застосуванні технічних і технологічних рішень.
Фреско спільно з Роксаною Медоуз підтримували організацію в 1990-х за рахунок коштів, отриманих від сторонніх контрактів, промислової інженерії, архітектурного моделювання та консультацій з винаходів.
У 2002 році Жак опублікував свою головну працю «Все найкраще, що не купиш за гроші» (англ. The Best That Money Can't Buy). У 2006 Вільям Газецький зняв частково біографічну кінокартину про Фреско під назвою «Спроєктоване майбутнє» (англ. Future by Design). У 2008 Пітер Джозеф в кінофільмі «Дух часу: Додаток» досить докладно виклав ідеї Фреско про майбутнє. У січні 2011 року відбулася прем'єра фільму «Дух часу: Наступний крок», в якому також знімався Фреско; в кінокартині розповідалося про «Проєкті Венера». У квітні 2012 організація «Проєкт Венера» і рух «Дух часу» розійшлися зважаючи на розбіжності щодо цілей і характеру дій.
У 2010 році Жак Фреско подав заявку на реєстрацію фрази «ресурсо-орієнтована економіка» як товарного знаку. Фраза була визнана занадто універсальною, через що заявка на реєстрацію була відхилена.
У квітні 2012 року Роксана Медоуз випустила фільм «Рай або забуття» (англ. Paradise or Oblivion), в якому викладаються цілі та пропозиції організації «Проєкт Венера». У червні 2012 року Майя Борг показала на Единбурзькому кінофестивалі свій фільм «Майбутнє, любов моя» (англ. Future, My Love), освітивши роботу Жака і Роксани.
Фреско помер 18 травня 2017 року під час сну в своєму будинку в Сібрінгзі, Флорида, від ускладнень хвороби Паркінсона у віці 101 року.

### Особисте життя та сім'я
Фреско походить із сім'ї емігрантів з Близького Сходу. Батько Жака Фреско, Ісаак (1880—1963), був землевласником із Константинополя (зараз Стамбул, Туреччина), з початком Великої депресії втратив роботу. Мати Жака, Лена (1887—1988), іммігрувала з Єрусалима, була домогосподаркою, яка підробляла на шитті. У нього також був старший брат Давид, який уплинув на звернення Жака до релігії через еволюційну теорію, і молодша сестра Фреда. Фреско був одружений двічі. Перший шлюб припадає на період, коли він жив у Лос-Анжелесі, другий — на час перших років його життя в Маямі. Жак розлучився з другою дружиною — Патрицією — в 1957 році і відтоді більше не одружувався. Патриція народила від нього сина Річарда (1953—1976) та доньку Бамбі (1956—2010).

### Думки про Жака Фреско
- Критичне ставлення Фреско до сучасної економіки порівнювали з концепцією «хижацької фази людського розвитку» Торстейна Веблена, писав журнал Society and Business Review[53].
- Теоретик синергетики Артур Коултер називає проєкти міст Жака «органічними» і «скоріше еволюційними, ніж революційними»[54], вважаючи дані міста реалізацією ідеї Уолтера Кеннона про досягнення гомеостазу в суспільстві[54].
- Робота Жака Фреско свого часу привернула ентузіаста наукової фантастики і літературного критика Фореста Екермана[en]. Згодом Жак привернув одного з аніматорів серіалу " Зоряний шлях " Дуга Дрекслера[en] для роботи над декількома комп'ютерними рендерами дизайнів Фреско[55].
- Фізик Пол Г'юїт[en] при згадці Фреско сказав, що саме він надихнув його на кар'єру в області фізичної науки[56].
- На думку марксистів, Проєкт Венера близький до утопічного соціалізму[57]. Шлях до подолання економічних криз Фреско бачить у знищенні грошової системи. Але Проєкт Венера є не продовженням розвитку сучасного суспільства, а лише пропонованою альтернативою приватній власності на засоби виробництва. Передбачається, що люди повинні просто свідомо його обрати. У цьому суб'єктивному підході марксисти вбачають утопізм такого соціального проєкту. Фреско не запропонував варіантів виходу з кризи, він лише вважав, що після реалізації проєкту Венера криз не буде.

### Нагороди
У липні 2016 Жак Фреско був удостоєний нагороди Novus Summit в номінації Міське проєктування / Спільнота, за підтримки департаменту ООН з економічних і соціальних питань, за внесок в досягнення цілей сталого розвитку.

## Фільмографія
- «Проєкт Венера: Реконструкція культури», 1994
- «Ласкаво просимо в майбутнє», 2001
- «Морські міста», 2002
- «Самозводжувані міста», 2002
- «Спроєктоване майбутнє», 2006
- «Рай чи небуття», 2012
- «Вибір за нами», 2016[60]

## Інтерв'ю та виступи
- Промова у Стокгольмі на YouTube
- Жак Фреско на шоу Ларрі Кінга на YouTube